# Lassie kehrt zurück
Lassie kehrt zurück ist ein Spielfilm aus dem Jahr 2005 mit dem Filmhund Lassie als Hauptfigur. Die irisch-französisch-britisch-amerikanische Koproduktion ist eine Neuverfilmung des ersten Lassie-Films Heimweh von 1943. Letzterer beruht auf der Kurzgeschichte Lassie Come Home des britisch-US-amerikanischen Schriftstellers Eric Knight, die am 17. Dezember 1938 in der Saturday Evening Post erschien und 1940 als Roman veröffentlicht wurde.

## Handlung
Während in Yorkshire Ende der 1930er Jahre, kurz vor Ausbruch des Zweiten Weltkrieges, sich der Herzog von Rudling am liebsten mit Fuchsjagd beschäftigt, haben die Grubenarbeiter mit Armut zu kämpfen. Als die Grube geschlossen wird, sehen sich die Eltern des kleinen Joe Carraclough gezwungen, den Hund der Familie, den Collie Lassie, an den Herzog zu verkaufen, der sie seiner Enkelin Cilla schenkt. Doch die unglückliche Lassie läuft weg und holt Joe wie gewohnt von der Schule ab. Als der erboste Assistent des Herzogs Lassie sofort wieder abholt und diese wieder ausreißen will, bringen Joe und sein Vater den Hund persönlich wieder zurück. Während Joes Mutter erfolglos versucht, ihn zu trösten, beschwört ihn sein Vater, sich mit den Geschehnissen abzufinden.
Inzwischen bringt der Herzog Lassie nach Schottland zu seinen anderen Hunden. Als Hynes, der Assistent des Herzogs, Lassie erziehen will und dabei vom Gürtel Gebrauch macht, verhilft Cillie ihr zur Flucht; Hynes wird wegen seiner Grobheit entlassen. Nachdem Lassie beinahe von einem Lastwagen überfahren wird, entwischt sie knapp der Polizei und läuft erneut nach Hause zu Joe. Während Joes Vater in die Armee einberufen wird, kommt Cillie ins Internat und tut sich mit dem dortigen Drill schwer. Auch sie reißt aus, wird aber bald wieder ins Internat zurückgebracht.
Lassie wird auf den Straßen von Glasgow von Tierfängern eingefangen und ins Tierheim gebracht. Eine junge Passantin und ein ebenfalls anwesender junger Mann wollen Lassie aus dem Tierheim befreien, doch Lassie entkommt in das nahe gelegene Gerichtsgebäude und springt auf das Dach eines wegfahrenden Lastwagens. Auf ihrem Weg zurück nach Yorkshire schließt sie sich einem wandernden Schausteller und dessen Hund an. Unterwegs schlägt Lassie zwei Räuber in die Flucht, bei deren Überfall jedoch der Hund des Schaustellers ums Leben kommt. Wenig später trennen sich die Wege der beiden.
Am Heiligen Abend erreicht Lassie völlig erschöpft ihr Zuhause. Hynes holt sich dieses Mal polizeiliche Unterstützung, um Lassie wieder an sich zu nehmen. Vom Durchhaltewillen des Hundes beeindruckt, behauptet der Herzog aber, bei diesem erschöpften Hund könne es sich auf gar keinen Fall um Lassie handeln. Joes Vater bekommt vom Herzog eine Anstellung als Hundebetreuer. Joe und Cillie freunden sich an und verbringen ihre Zeit mit Lassie und deren Nachwuchs.

## Synchronisation
Die deutsche Fassung des Films hat folgende Synchronsprecher:
| Rolle             | Darsteller         | Synchronsprecher            |
| ----------------- | ------------------ | --------------------------- |
| Buckle            | Nicholas Lyndhurst | Peter Harting               |
| Campbell          | Ken Drury          | Renier Baaken               |
| Daisy             | Jemma Redgrave     | Marion Mainka               |
| Der Herzog        | Peter O’Toole      | Jürgen Thormann             |
| Dr. Gull          | Angela Thorne      | Inga Sibylle Kuhne          |
| Dr. Jarrett       | Peter Wight        | Karlheinz Tafel             |
| French            | John Standing      | Ernst-August Schepmann      |
| Hulton            | Edward Fox         | Jürg Löw                    |
| Hynes             | Steve Pemberton    | Stefan Staudinger           |
| Jeanie            | Kelly Macdonald    | Silke Linderhaus            |
| Joe Carraclough   | Jonathan Mason     | Leander Wolf                |
| Mapes             | Gregor Fisher      | Reinhard Schulat-Rademacher |
| O’Donnell         | Brian Pettifer     | René Heinersdorff           |
| Priscilla         | Hester Odgers      | Céline Vogt                 |
| Rowlie            | Peter Dinklage     | Charles Rettinghaus         |
| Sam Carraclough   | John Lynch         | Viktor Neumann              |
| Sarah Carraclough | Samantha Morton    | Brit Gülland                |
| Snickers          | Celyn Jones        | Philipp Schepmann           |
| Tom               | Jamie Lee          | Daniel Werner               |

## Auszeichnungen
Bei der Broadcast Film Critics Association Awards-Auszeichnung im Jahr 2007 bekam der Film eine Critics-Choice-Award-Nominierung in der Kategorie Best Family Film (Live Action).
Im selben Jahr gab es bei den Irish Film and Television Awards einen IFTA Award in der Kategorie Best Sound in Film/TV Drama (Peter Blayney, Patrick Drummond, John Fitzgerald, Mervyn Moore) sowie eine Audience-Award-Nominierung in der Kategorie Best Irish Film.
Ebenfalls 2007 wurde der Film für den Young Artist Award nominiert und zwar in den Kategorien Beste Darstellung in einem Spielfilm – Hauptdarsteller (Jonathan Mason) und Bester Internationaler Familienfilm.

## Kritiken
„Neuverfilmung des klassischen Jugendbuchs von Eric Knight. Der in ruhigem Rhythmus inszenierte Familienfilm um Treue und Freundschaft besticht durch grandiose Landschaftsaufnahmen.“